# 坎普海岸
坎普海岸是南極洲的海岸，位於坎普地東部的英聯邦海沿岸，處於愛德華八世灣和威廉斯科斯比灣之間，東面是麥克羅伯特森地的莫森海岸。
67°15′S 58°0′E / 67.250°S 58.000°E